# 吉川經安
吉川經安（1525年—1600年11月26日），日本戰國時代至安土桃山時代的武將。毛利氏家臣。石見吉川氏第10代當主。父親是石見國邇摩郡久利鄉的國人久利淡路守。

## 生平
在大永2年（1525年）出生，幼名久利余七郎。之後成為安藝國國人吉川氏的分家石見吉川氏當主吉川經典的養子。
毛利元就的勢力崛起後，為了吸收吉川本家，元就令次男元春繼承吉川氏當主。此時分家亦臣從於元就。永祿2年（1559年），因為討伐川本溫湯城的小笠原長雄而立下功績，被賜予石見國福光的所領，於是改修福光城（不言城）為居城，並從殿村城移出。同時被任命管理石見銀山。
永祿4年（1561年），福光城被屬於尼子氏的福屋隆兼率領的尼子軍5千人攻擊，不過以當時仍是稀少的火繩銃等手法迎擊，成功將其擊退。翌年（1562年），在元就攻滅石見國的有力國人本城常光一族時，以毛利家臣的身份，與上山元忠等人一同接收常光的居城山吹城。
在石見國所領得到安定的收入後，天正2年（1574年），把家督讓予嫡男經家並隱居。天正9年（1581年），在兒子經家在堅守的鳥取城中，向織田軍的羽柴秀吉降伏並自殺後，收到經家的遺言狀。在兒子經家死後，接收年幼的孫兒並養育。
隱居年份的天正2年（1574年）多數被誤解為死去年份，不過在天正9年（1581年），經家的遺言狀是送予父親，而在同是石見國人兼毛利家臣的益田氏的古文書中，亦能確認在天正9年（1581年）以後仍然生存。而且在文祿之役結束後，小早川隆景向吉川經安訴說在朝鮮的不滿。
慶長4年（1599年7月10日），親自為死去的妻子開基，並埋葬在淨光寺。翌年（1600年），在毛利軍於關原之戰中戰敗後，嫡孫經實跟隨毛利氏移封防長，並仕於移住至周防國岩國領地的吉川廣家而成為家老。此時以年老為理由而留在福光，在同年秋天死去。

## 人物
- 從上方邀請石工人才坪內彌惣兵衛，令石見的石材技術進步等，致力於産業發展。